# Ánanda

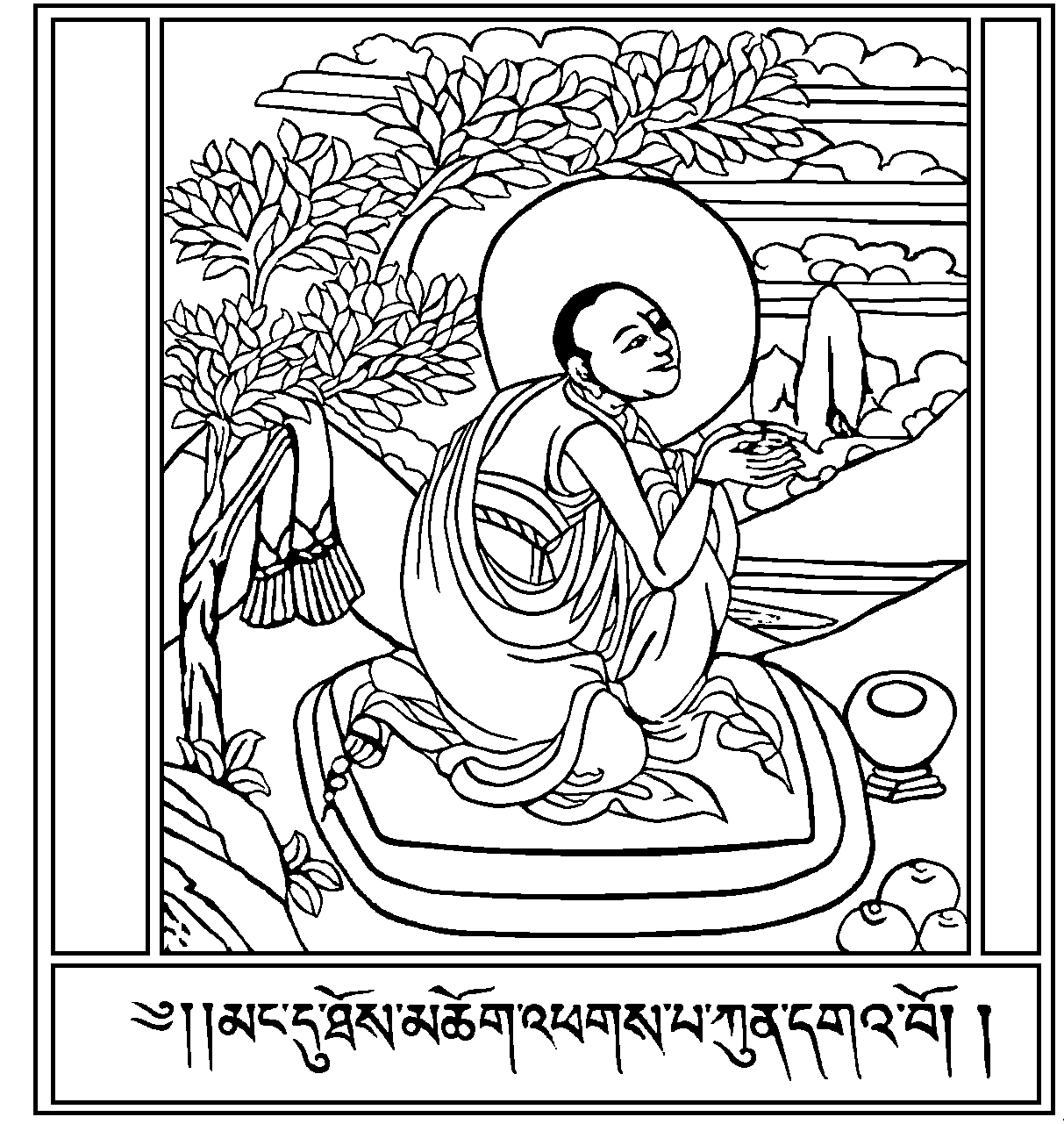
Ánanda egy ábrázolása

Ánanda (páli: आनंद ) Buddha egyik leghűbb tanítványa volt. A Buddha számos tanítványa közül Ánandának volt a legkiválóbb memóriája. A Szutta-pitaka szútráinak összegyűjtését neki tulajdonítják, az első buddhista zsinat idején. Emiatt nevezték a Dharma védőjének is.
A történelmi Buddha szerint minden múltbéli és jövendőbeli buddhának két fő tanítványa és egy kísérője volt/lesz. A Sakjamuni Buddha esetében a két tanítvány Száriputta és Maudgaljájana volt, kísérője pedig Ánanda.
Az 'Ánanda' szó páli és szanszkrit és egyéb más indiai nyelven „örömtelit” jelent. Ma is népszerű buddhista és hindu név. A Kannakatthala Szútrában Ánandát a nevének jelentésével azonosítják.
Ánanda egyébként a Buddha első unokatestvére volt apai ágon, és Buddha idejének huszadik évében vált Buddha kísérőjévé. Onnantól kezdve elkísérte őt legtöbb vándorlása során, így válhatott a feljegyzett Buddha-párbeszédek első számú diktálójává. Buddha, röviddel saját parinirvánája előtt is Ánandát méltatta (Maháparinibbána-szutta (DN 16)).
Az Anguttara-nikája hosszú listáján (1.14.), ahol a tanítványokat sorolják hosszasan, mindig valamiféle kiváló minősítésű egyedi jelzővel, Ánandát ötször említik (többször, mint bárki mást). Kiválónak nevezik magaviseletét, segítőkészségét és emlékezőképességét. Buddha néha arra kérte, hogy helyettesítse őt a tanításban, és később az előadásairól kijelentette, hogy ő sem csinálta volna különbül.

## Az első tanácskozás
Mivel Ánandát erős személyes kötelék fűzte Buddhához, ezért utazásai során az elméjébe véste Buddha számos párbeszédét. Az első buddhista zsinatra, amit röviddel Buddha halála után tartottak, Ánandát hívták, hogy mesélje el mindazokat, amikből később a páli kánon Szutta-pitakája lett.
A Sakjamuni Buddha közvetlen közelségében eltöltött hosszú idő ellenére Ánanda még nem érte el a megvilágosodást a Buddha életében. Azonban Buddha azt mondta róla, hogy olyan tiszta a szíve, hogy ha anélkül is halna meg Ánanda, hogy megvilágosodna, hétszer lesz az istenek királya vagy az indiai szubkontinens királya. De Ánanda még ebben az életében teljesen meg fog világosodni." (AN 3.80)
Az első buddhista tanácskozás előtt felvetődött, hogy Ánanda esetleg nem vehet majd részt rajta, mivel ő még nem érte el az arhat szintet. A legenda szerint a tanácskozás előtti éjjel folyamán elérte az elvárt szintet, pedig a páli kánon legtöbb szereplőjével ellentétben Ánandát általában egy nem egészen tökéletes alakként ábrázolták.